# Axel Peschel
Pour les articles homonymes, voir Peschel.
Axel Peschel (né le 2 août 1942 à Maasdorf, Province de Brandebourg) est un coureur de la République démocratique allemande (Allemagne de l'Est) des années 60. Parmi ses victoires, figure la Course de la Paix, remportée en 1968.

## Biographie
Axel Peschel fait ses débuts en compétition en 1958. Il cesse de courir en 1971. Il était membre du SC Dynamo de Berlin, club où il exerce, après son arrêt de la compétition, la fonction d'entraîneur. Athlète de 1,80 m pour 71 kg, la Course de la Paix est le terrain de ses principaux exploits, au sein de l'équipe nationale de la RDA. Il participe cependant aux Jeux olympiques de Mexico, dans l'épreuve collective des 100 km sur route contre-la-montre. En France, il gagne en 1970 le Grand Prix cycliste de L'Humanité. 
Axel Peschel est le père du coureur cycliste allemand Uwe Peschel.

## Palmarès
- 1964
  -  Champion de RDA du contre-la-montre par équipes
- 1965
  - Tour de RDA
  - 2e du championnat de RDA du contre-la-montre par équipes
  - 5e du championnat du monde des 100 km contre-la-montre 
  - 6e de la Course de la Paix
- 1966
  -  Champion de RDA du contre-la-montre par équipes
  - 1re étape de la Course de la Paix
  - Classement par points de la Course de la Paix
  - 3e du championnat de RDA sur route
  - 3e de la Course de la Paix
  - 7e du championnat du monde des 100 km sur route contre-la-montre (avec Klaus Ampler, Gunther Hoffmann et Dieter Vogelsang)
- 1967
  - Tour de RDA
  - 2e du championnat de RDA sur route
  - 3e du championnat de RDA du contre-la-montre par équipes
  - 8e championnat du monde des 100 km sur route contre-la-montre
- 1968
  - Course de la Paix
  - 14e aux Jeux olympiques de Mexico des 100 km contre-la-montre sur route par équipes (avec Klaus Ampler, Gunther Hoffmann et Dieter Grabe)
- 1969
  - 3ea étape de la Course de la Paix
  - Classement par équipes de la Course de la Paix, avec l'équipe de la RDA
  - Tour de Sebnitz
  - 2e du championnat de RDA sur route
  - 10e de la Course de la Paix
- 1970
  -  Champion de RDA sur route
  -  Champion de RDA du critérium
  - Tour d'Algérie :
    - Classement général
    - 1rea et 9e étapes

  - Grand Prix cycliste de L'Humanité :
    - Classement général
    - 2e étape

  - 12e étape de la Course de la Paix
  - 44e de la Course de la Paix
- 1971
  - 2e du championnat de RDA sur route

## Classements divers
- Champion de la RDA par équipes[2] avec le SC Dynamo Berlin :
  - 1964
  - 1966